# Изтаев, Ауелбек Изтаевич
Ауелбек Изтаевич Изтаев — советский и казахстанский учёный в области послеуборочной доработки и переработки зерна, доктор технических наук (1993), профессор (1994), академик НАН РК (2003).

## Биография
Родился 28 февраля 1950 года в Сарыагашском районе Южно-Казахстанской области. Происходит из рода батыр-жайдак племени сиргели.
Окончил Одесский технологический институт пищевой промышленности (1972).
Работал преподавателем Джамбулского института легкой и пищевой промышленности. Кандидатская диссертация:
- Научное обоснование мощности устройств и состава оборудования хлебоприемных элеваторов : диссертация … кандидата технических наук : 05.18.03. — Москва, 1978. — 232 с. : ил.

В 1995—2011 гг. заведующий кафедрой технологии хлебопродуктов и перерабатывающих производств Казахского аграрного университета, затем — профессор кафедры.
С 2011 г. директор НИИ пищевых технологий, профессор кафедры «Технология продуктов питания растительного происхождения» Алматинского технологического университета.
Доктор технических наук (1993), профессор (1994), академик НАН РК (2003). Докторская диссертация:
- Совершенствование послеуборочной обработки зерна пшеницы в условиях Казахстана: дис… д-ра техн. наук. 05.18.03 / . М., 1992. 409 с.

Автор более 500 научных трудов, в том числе 15 монографий, 11 учебных пособий, учебника, обладатель 30 авторских свидетельств и патентов на изобретения.
Сочинения:
- Развитие и размещение элеваторно-складского хозяйства / А. И. Изтаев, С. А. Рахметшин. — Алма-Ата : Кайнар, 1984. — 184 с.; 16 см.
- Послеуборочная обработка зерна / С. П. Пунков, А. И. Изтаев. — Алма-Ата : Кайнар, 1982. — 167 с. : ил.; 21 см.
- Хранение и переработка сельскохозяйственной продукции. Доклад в национальной академии РК № 3 2011, С.88-107.
- Научные основы ионоозонной технологии обработки зерна и продуктов его переработки. Монография. Издательство «LEN». Алматы,2011-248 с.
- Технология хлеба и макаронных изделий с применением озонной и ионоозонной воды. Монография. Издательство «LEN». Алматы,2011-250 с.
- Технологические качества зерна пшеницы Казахстана [Текст] / Ауелбек Изтаев. — [Б. м.] : Кайнар, 1992. — 366,/2/ с.

Награждён медалями.